# Rob Savelberg
Rob Savelberg (* 1977 in Den Haag) ist ein niederländischer Journalist und Autor. Er arbeitet für verschiedene niederländische und deutsche Medien und ist derzeit Korrespondent der Tageszeitung De Telegraaf in Berlin.

## Ausbildung und Beruf
Savelberg studierte Germanistik und neuere Geschichte in Amsterdam und Berlin. Nach seinem Studium ließ er sich in Rotterdam zum Journalisten ausbilden. Seit 1998 wohnt Savelberg in Berlin.
Bekannt wurde Savelberg in Deutschland durch seine kritischen Fragen auf der Pressekonferenz zum Koalitionsvertrag der neugewählten Bundesregierung am 24. Oktober 2009. Dort erkundigte er sich bei Bundeskanzlerin Angela Merkel, weshalb sie dem in die CDU-Spendenaffäre verwickelten bisherigen Bundesinnenminister Wolfgang Schäuble für das Amt Bundesfinanzminister vertraue. Merkel antwortete nur ausweichend.

## Werke
- Berlijn beweegt: oude hoofdstad in een nieuw land. Boom, Amsterdam 2009. ISBN 9789085065975